# Belokholunitsky (huyện)
Huyện Belokholunitsky (tiếng Nga: ? райо́н) là một huyện hành chính tự quản (raion), của Tỉnh Kirov, Nga. Huyện có diện tích 5100 km². Trung tâm của huyện đóng ở Belaya Kholunitsa.